# Giovanni Aloisio II di Oettingen-Spielberg
Giovanni Aloisio II di Oettingen-Spielberg (nome completo in tedesco Johann Alois Notger Crescenz Wilibald Joachim Friedrich Geroldus; Schwendi, 16 aprile 1758 – Neuburg an der Donau, 27 giugno 1797) è stato principe di Oettingen-Spielberg dal 1780 al 1797.

## Biografia
Giovanni Aloisio nacque nel 1758 a Schwendi, terzo dei dieci figli di Antonio Ernesto (1712-1768) e della contessa Maria Theresia Walpurga zu Waldburg (1735-1789).
Il 21 aprile 1783 sposò a Ratisbona Enrica Carolina di Thurn und Taxis (1762-1784), figlia del principe Carlo Anselmo.
Il 7 maggio 1787 si sposò in seconde nozze a Vienna con Maria Aloisia di Auersperg (1762-1825), figlia del principe Carlo Giuseppe.
Morì a Neuburg an der Donau all'età di 39 anni.

## Discendenza
Giovanni Aloisio II di Oettingen-Spielberg ed Enrica Carolina di Thurn und Taxis ebbero un figlio:
- Principe Carlo Anselmo Ludovico Eugenio Federico Kraft Francesco (18 aprile 1784 - 4 febbraio 1786);

Con la seconda moglie Maria Aloisia di Auersperg ebbe tre figli e due figlie:
- Principe Giovanni Aloisio (1788-1855);
- Principe Carlo Federico (1790-1813);
- Principessa Giuseppa Giovanna Teresa (24 giugno 1791 - 24 aprile 1792);
- Principe Federico Guglielmo Antonio (20 maggio 1792 - 4 marzo 1794);
- Principessa Aloisia Giuseppa Teresa (18 aprile 1793 - 27 febbraio 1794).